# かわしまりの
かわしま りのは、日本の女性声優。主にアダルトゲームに声をあてている。

## 人物
声優になる夢を両親に反対されたくなかったため、多くのアルバイトをして養成所や一人暮らしの費用を貯金し、その通帳を見せて直訴したという。
声質は鼻にかかった中低音からロリな高音まで幅広くこなし、声の演技の幅も非常に広く年下から人妻役までこなす。また、普段の声は柔和で低く、大人らしい雰囲気を携えている。趣味は一人鍋。
芸名の由来は、好きな漫画の主人公の名と、主人公に影響を与える登場人物の姓を取り、かなで表記したもの。
尊敬する役者として榊原良子を挙げている。

## 出演

### OVA
- Maids in Dream（鈴蘭）
- あなたの知らない看護婦（赤峰玲）
- 彼女が見舞いに来ない理由 理由1 恋人の目の前で…（小阪 晶子）
- 炎の孕ませ同級生（来栖川蘭子　奈々宮あかね[5]）
- 超昂閃忍ハルカ（スバル）
- 殻ノ少女（時坂紫）
- 彼女は花嫁候補生?（真行寺サエ）
- 機動娼艦ヴィクトワール（シェリー）
- 痴漢のライセンス（三橋貴子）
- 妻とママとボイン（赤松火穂、他）[6]
- 未亡人（芹川みゆき）
- 御魂 忍（諏慧姫）
- 催眠術（笠谷葉子）
- 15美少女漂流記OVA 〜どきどきハーレム編〜（千葉船子）
- 陰陽師 妖かしの女神 〜淫乱呪縛〜（女郎蜘蛛）
- Sweet Home〜Hなお姉さんは好きですか？〜（友里梨沙）
- 一緒にHしよっ 〜結衣&葵編〜(福永 葵）[7]
- 少女戦機ブレインジャッカー（リン＝カイフォン）[8]
- 初×初シンドローム（三橋ちづる）
- ランス01 光をもとめて THE ANIMATION　（パルプテンクス・フランダース）
- かくしデレ (三橋ちづる、滝沢弘明)
- トロピカルKISS (片陰風鈴)
- 狂った教頭 (三槻志津佳)

### ゲーム
太字は主役またはヒロイン。
2001年
- メイドの館 絶望編（野咲 知）
- Candy Stripe 〜みならい天使〜（和佐田 尋子）※一般ゲーム
- LoveForever 1 Progress...DVD版（芹川 叶）
- Piaキャロットへようこそ!!3（冬木 美春）
- 雪語り（高荷 朔夜）
- ラブ・ネゴシエイター（倉持 浩子）

2002年
- すい〜とし〜ずん（笹本 マヨ）
- 新人看護婦美帆〜十九歳の屈辱日記〜（加納 美帆）
- なつかげ（結城 奈緒）
- ネジレ（玉虫 夕鶴＆ＯＰ）
- パラダイムシフト〜目覚めの時〜（桜庭 紫）
- あいかぎ 〜ひだまりと彼女の部屋着〜（葉月 千香）
- すらっぷスティック（静木 さおり）
- 行殺・新選組FRESH（土方 歳江）
- Sultan 〜The Lovesong is Forever〜（ロッタ）
- 朝の来ない夜に抱かれて -ETERNAL NIGHT-（草馬 美空）
- 雪語り DVD Edition（高荷 朔夜）
- Maids in Dream（鈴蘭）
- 陵辱痴漢地獄（玲奈）
- 腐り姫〜euthanasia〜（簸川 芳野）
- 雨に歌う譚詩曲 (A rainbow after the rain)（春木 七菜子）

2003年
- ライアー大戦じゃんまげどん（土方 歳江、メルクリウス、簸川 芳野）
- 淫乳女子校生 凌辱指導要領（立花 茜）
- 紅（御崎 涼子）
- 未亡人〜ぬめり合う肉欲と淫らに濡れる蜜壺〜（芹川 みゆき）
- うたう♪タンブリング・ダイス（十津川 桜芽、十津川 和子）
- Magistr Temple（千草）
- 光を… でらっくす
- Little Little Election（鈴谷 吹雪）
- Angel Crown（山之内 香織）
- ショコラ 〜maid cafe "curio"〜（橘 さやか）
- RUN（住吉 姫美子）
- Funny Pink vol.7（桜井 ひなこ）
- カスタム奴隷II（カスタマイズド女教師）
- CANNONBALL〜ネコネコマシン猛レース〜（メルクリウス）
- Stay〜あなたのとなりに〜（春日 つばき）
- 虹の彼方に（鞠原 あずみ）

2004年
- ぬいぐるまー（ジョジョリーノ）
- はてなきそら（三笠 絵梨奈）
- アリスの館7 鈴宮刑務娼館（根室 麗華）
- ぷるるんカフェ（武内 成美）
- お姉さん中出し痴漢列車（児玉 希美）
- ANGEL BULLET（飛び立つ鳥）
- バーチャコール クロニクル（坂口 もえみ、瀬能 小夜子）
- 微熱教師ちえり（長谷 智恵理）
- 訪問販売 大人のおもちゃいりませんか？（海堂 麻里）
- キャリばん（桜庭 巴）
- ホワイトブレス 〜with faint hope〜（浅葉 ののか）
- Dear My Friend（久城 麻衣）
- 姉・オレ・妹〜教師、同級生、後輩のカンケイ〜（神薙 優花）
- innocence pain〜満ちる闇 欠ける月〜（御子柴 薔子）
- 何処へ行くの、あの日。（安西 幹子）
- メイデン☆ブリーダー2（エリィ、ロナール）
- 魔女の贖罪（ルシカ・ミュウ、少年）
- エンジェルメイド（桜庭 巴）
- SHAMPOO（秋山 留美）
- 朱華（繻子）
- チェリッシュピザはいかがですか（桜井 加世）
- Forest（雨森 望）
- お嬢様イケませんっ!（二ノ宮 綾乃）
- カラフルハート 〜12コのきゅるるん♪〜（櫻實 隼）
- ENSEMBLE 〜舞降る羽のアンサンブル〜（美崎 文緒）
- PARADISE LOST（カーマイン・オニキス）
- WW&F（大須賀 咲子、矢沢 鈴）

2005年
- FESTA!! -HYPER GIRLS POP-（久遠寺 凛）
- クライミライ（八束桧）[9]
- ひめしょ!（シキシマココ）
- スクールフェスタ（井上 美由紀）
- Natural Another One 2nd -Belladonna-（八千草 樹）
- 凌姫II（ユリエル、ルディ）
- なつ☆なつ（国枝 さくら）
- 炎の孕ませ転校生（夢野 香苗、奈良橋 かえで、日下部 瑠璃）
- 冥色の隷姫（シルフィエッタ・ルアシア）
- 痴漢者トーマスII（妻木志 小百合）
- 栄養補給メイドたん（ビタミンたん）
- ないしょのティンティンたいむ（沢田 瑠璃）
- おね・たま 〜ボクとお姉ちゃんと狐の湯〜（高見 悠）
- 女教師 -DVD EDITION-（藤堂 水魂都）
- 七人のオンラインゲーマーズ（小串 ユニコ）
- 家族交感（佳山 千草）
- がんばりどーたー（美迩）
- 人妻ネットオークション（井上 紅葉、若野 亮）
- ふたりでマーブルしちゃいます!!（伊庭 佳夏、ディカ・パイル）
- ぱすてるチャイムContinue（竜胆 沙耶）
- 英雄×魔王（カルデリーズ）
- おねだりミルキーパイ（雪印 めぐみ）
- 戦火〜IKUSABI〜（彩）
- 絶対地球防衛機 メガラフター（リウ、搖光星人）
- 家庭教師のおねえさん〜Hの偏差値あげちゃいます〜（汐乃 渚）
- らぶデス 〜Realtime Lovers〜（委員長、篠原 文緒）
- ガジェット（早坂 セシル）
- クライミライ2（八束桧）
- ドキドキしすたぁパラダイス2（藤宮 亜姫）
- 双子姫乳×3（サフィア、セフィ）
- おしかけおさなづま3（日隆 ほのか）
- SEVEN-BRIDGE（ナンシー）
- 天使のすきゃんてぃ（田宮 渚）
- 尽くしてあげちゃう5〜求める乙女たち〜（その他）
- AnswerDead（御堂 蘭）
- ドーターメーカー2（綾森 夏乃香）

2006年
- きすみみ!! 〜Kiss! Me! Me!〜（相川 真央）
- Queenボンジョルの!〜女王は制服を脱いだ〜（リゼル、風祭 凛）
- ダンジョンクルセイダーズ（アヤメ・ノイエンドルフ）
- ふぁみ☆すぴ!! 〜FamiliarSpirits!!〜（江口 こより）
- 瑞本つかさ先生の【エッチ】を覚える大人の性教育レッスン!!（仁科 絵美香）
- 魔法天使ミサキ2（桐原 未来）
- Canvas2 DVD EDITION（竹内 麻巳）
- 峰深き瀬にたゆたう唄（ルティーナ・フェラン）
- ピアノ 〜紅楼館の隷嬢達〜（エリザベス・プランタジネット）
- ルナそら（アス）
- メイドさんと大きな剣（御剣 咲耶）
- こいいろChu!Lips（望月 凛果）
- 炎の孕ませ人生 〜あの頃に戻って孕ませナイト〜（沢渡 ふみか、及川 香菜、千夏）
- 艶劇倶楽部（国枝 由紀）
- エーテルの砂時計（アル）
- 抜け忍 捕獲、そして調教へ…（楓）
- angel breath（白井 寧々子）
- 故郷の詩（メイリン）
- 少女戦機ソウルイーター（リン＝カイフォン）
- センチネル（依元 美緒）
- CROSS FIRE（神威 玲鳴） ※サンプルボイスのみで降板

2007年
- 凌辱ゲリラ狩り3（シェリー・ハイネマン）
- おしえて!唯子先生 【エッチ】を覚える大人の性教育レッスン!!（河井 瑛子）
- 禁区に咲く花。 〜愛慾の母子草〜（及川 美沙子）
- Dies irae -Also sprach Zarathustra-（櫻井 螢）
- 人妻搾乳百貨店（誉田 可憐[10]）
- 汗濡れ少女美咲「アナタのニオイでイッちゃう!」（鈴城 ありか）
- 赫炎のインガノック（キーア、マグダル）
- そして明日の世界より――（葦野 海）
- ティルアぱにっく（柊 ゆきの）
- KANAGI 〜淫夢学園〜（鈴原 千佐登）
- ドラクリウス（エルシェラント・ディ・アノイアンス）
- かんなび -神奈備-（初瀬 小夜子）
- 剣乙女ノア（メルフィス）
- 詩篇69 〜深淵のメサイア〜（ミレイユ・アルティス）
- 催眠術2（笠谷 葉子）
- すうぃと!（蓬月 棗）
- 炎の孕ませ同級生（江口 のん、来栖川 蘭子、奈々宮 あかね）
- テレビの消えた日（若名 真尋）
- らぶデス2 〜Realtime Lovers〜（澄川 琴）
- だぶる先生らいふっ（時雨）
- HoneyComing（紅林 司、多賀谷 真奈）
- すくぅ〜るメイト（芹河 命）
- みんな大好き子づくりばんちょう（アンジェリーナ・イシュター）
- ああっお嬢様っ（西園寺 由香利）
- クライミライ4（八束 桧）
- R.U.R.U.R 〜ル・ル・ル・ル〜 このこのために、せめてきれいな星空を(R-コバトムギ、F-605（タイショー）、他)
- 監獄戦艦 〜非道の洗脳改造航海〜（ナオミ・エヴァンス）
- 白銀のソレイユ-Successor of Wyrd《運命の継承者》-（ハガル・ヴァルキリー）
- EVE new generation X（桂木 弥生）
- カタハネ（セロ・サーデ、リュリュ）
- 恋姫†無双 〜ドキッ☆乙女だらけの三国志演義〜（周瑜）
- つくしてあげるのに!（櫻井 涼華）
- Despair Witch（市井 瑠那）[11]

2008年
- 真・恋姫†無双 〜乙女繚乱☆三国志演義〜（周瑜）
- むすめーかー（美雨）
- らぶデス3 〜Realtime Lovers〜（澄川 琴）
- 漆黒のシャルノス -What a beautiful tomorrow-（メアリ・クラリッサ・クリスティ）
- 美脚性奴会長 亜衣「こ、この変態! 私のタイツになんてことを……!」（二之宮 亜衣）
- Before Dawn Daybreak 〜深淵の歌姫〜（ルー・ファン）
- 鬼父 〜愛娘強制発情〜（秋月 真理奈）
- コンチェルトノート（神凪 莉都）
- 魔女道 〜あの散り際の美しさ〜（マリー・マリーゴールド）
- Volume7（ヴァレンティナ）[12]
- AliveZ（楠原 柚希）
- 天ツ風 〜傀儡陣風帖〜（水無月夕凪）
- どっぷり中出し学園戦争（柚崎 さおり、真行寺 麗美）
- 凌襲 〜禁忌の牝肉実験調書〜（御子神 刹那）
- 殻ノ少女（時坂 紫）
- プリマ☆ステラ（桐島 悠）
- 戦女神ZERO（サティア・セイルーン他）
- G線上の魔王（宇佐美 ハル）
- 瞳の烙淫 〜淫縛の牝奴隷〜（御堂 綾乃）
- 学園☆新選組! 〜乙女ゴコロと局中法度〜（土方 歳緒）
- 機動娼艦ヴィクトワール（シェリー・ハイネマン）
- おあずけフェティッシュ!（宮坂 杏奈）
- 残暑お見舞い申し上げます。 〜君と過ごしたあの日と今と〜（鳴子 華菜）
- しあわせなお姫さま 〜エンゲージは子作りのために〜（セシリア・ブルーシェア）
- 超昂閃忍ハルカ（スバル）
- ツンデレでヤンデレな幼馴染・小鳥遊双葉さんとHなことをするゲーム（湯島 千鳥）
- 夏神（三雲 佳沙）
- 隷嬢学園2 〜嗜虐の花園〜（氷室 涼風）
- 戦乙女ヴァルキリー2「主よ、淫らな私をお許しください……」（ロキ）
- 鋼炎のソレイユ CHAOS REGION（三式五式改煉獄）
- 夏空カナタ（京極 フミオ）
- びんかんアスリート「そ、そこダメっ！　……おしお噴いちゃう！（加納 りょう）
- しゅぷれ〜むキャンディ 〜王道には王道たる理由があるんです!〜（佐久間 弓音）
- それは舞い散る桜のように 完全版（結城 ひかり）
- 飼育白書〜鎖に繋がれた同級生〜（相原 沙里那）
- 学園催眠隷奴 〜さっきまで、大嫌いだったはずなのに〜（保健室の先生、ピザの宅配員など）
- エターナル・キングダム〜滅びの魔女と伝説の剣〜（アシュレイ）
- LILITH-IZM01 〜フェラ編〜（トウコ・フォン・メッサーシュミット）
- LILITH-IZM03 〜IFストーリー編〜（ナオミ・エヴァンス）
- 凛辱の城 傀儡の王（ジェミニ・ヴァール）
- オト☆プリ 〜恋せよ!乙女王子様♪ドキドキウェディングベル〜（剣菱 精華）[13]
- アルタードピンク 〜特務戦隊デュエルレンジャー〜 （本城香代子）

2009年
- アトリの空と真鍮の月（八車 文乃）
- 戦乙女ヴァルキリーG 〜戦乙女達の黄昏〜（ロキ）
- 彼女が見舞いに来ない理由（小阪 晶子）
- 果てしなく青い、この空の下で…。完全版（八車 文乃）
- 仏蘭西少女〜Une fille blanche〜（矢旗澤 香純）
- 真剣で私に恋しなさい!!（マルギッテ・エーベルバッハ、アナウンサー）
- ボクの手の中の楽園（クリスティアーネ・デューリング）
- ツンな彼女デレな彼女（二ノ宮 凪）
- タペストリー -you will meet yourself-（真里谷 遥海）
- さらさらささら（黒崎 公子）
- もしもこんなショッピングモールがあったら!? いきます☆（真下 融、梅田 藤子、轟 美和、中川 夕日）
- ももえろ濃霧注意報!（束里 和葉）
- 姫とボイン（ガーベラのきゃらめる姫、メイドのえつこ）
- 花と乙女に祝福を（佐上 薫）
- りんかねーしょん☆新撰組っ！（松平 カレン）[14]
- Trample on “Schatten!!” 〜かげふみのうた〜（キザイア・緋乃神）
- 素直くーる（高岡 緑）
- ましろ色シンフォニー -Love is pure white-（八塚 万智）
- メモリア（アカネ＝ハンクス）
- ここより、はるか（うみ）
- スマガスペシャル（デネブ）
- さくらさくら（須賀　萌）
- Signal Heart（香坂 真雪）
  - Signal Heart ぷらす（香坂 真雪）
- Dies irae ～Acta est Fabula～（櫻井 螢、ベアトリス）
- メカミミ（カイ）
- トロピカルKISS（片陰 風鈴）
- とらぶる＠ヴァンパイア! 〜あの娘は俺のご主人さま〜（凍條 覚夜）
- らぶでれーしょん!（鳴河 千歳）
- Distance（小森江 早輝）
- 花鳥風月 〜恋ニヲチタル花園ノ姫〜(鳥姫＝鷹司菫・アレクサンドラ）
- 桜吹雪 〜千年の恋をしました〜（鳥姫）
- らぶデス4 〜ν-Realtime Lovers〜（永原 祥子）
- 絶対★魔王 〜ボクの胸キュン学園サーガ〜（ジーナ・ミラン）
- 白光のヴァルーシア（ルナ、リザ・フォース）
- クロウカシス 七憑キノ贄（水守 なるみ）
- 変態性癖強制催眠（西園 響子）
- Skyprythem（小林 玲奈）
- NACHTMUSIK 〜穢れし姫に淫獄の旋律を捧ぐ〜（セレス） 
  - Nachtmusik Another 〜女囚騎士セレスに淫らな烙印を刻む〜（ミリィ）

2010年
- あかときっ!-夢こそまされ恋の魔砲-（チッカ）
- 炎の孕ませおっぱい身体測定（桃枝 絵留々）
- 花と乙女に祝福を ロイヤルブーケ（佐上 薫）
- 素晴らしき日々 〜不連続存在〜 （水上 由岐）
- 色に出でにけり わが恋は（天城桔梗）
- 戦女神VERITA（テトリ、レヴィア・ローグライア他）
- ヴァルプルギス（天王寺 沙耶香）
- うたてめぐり（藤原巴）
- ノーブレスオブリージュ（天川 遊莉亜）
- Green Strawberry（古御門 佳月）
- 光輪の町、ラベンダーの少女(桜木 ヒカル)
- おキツネ様の恋するおまじない(吉永真琴)
- 女医さんのお言いつけっ!!〜エッチな診察してあげる♪〜（御巫 綾）
- ドSなお姉さんは好きですか?（津田沼 みどり）
- 処女はお姉さまに恋してる 2人のエルダー（石動 塞）
- 乙女恋心プリスター（シルケ）
  - 乙女恋心プリスターFANDISC 〜もっとHに恋せよ乙女!〜（シルケ）
- すくぅ〜るメイト2（藤田 紫子）
- もっと 姉、ちゃんとしようよっ!(明日原ミサ、シャンティ・スーラ)
- 失われた未来を求めて（支倉 愛理）
- 擬態催眠（春日 玲奈）
- ノーブレスオブリージュ（天川 遊莉亜）
- 恋愛催眠〜ツンな彼女がデレる催眠〜（天堂 千鶴）
- らぶデス555!（敷島 桜）
- Candy Doll (涼子)
- Knight Carnival!（ベイリン）
- 紫影のソナーニル -What a beautiful memories-（リリィ）
- しゃーまんず・さんくちゅあり 巫女の聖域（風間 奈津）
- よう∽ガク〜妖学園の未来は会長次第!?〜（九重 柊子）[15]
- 超時空爆恋物語〜door☆pi☆chu〜（楊 玉環）[16]
- Maximum Magic（セドナ）[17]
- ゴスデリ（吹摘 遥）[18]
- Let's 快盗! ヌすみ系!? 〜あの子のハートの盗み方、教えます♪〜（石河 こよみ）[19]
- 真・恋姫†無双 〜萌将伝〜（周瑜）
- Soranica Ele（オフィーリア・U・ディーフェンベーカー）

2011年
- AQUA（吾妻 鹿央）
- いきなりあなたに恋している（養老 紡）
- 学園退魔! ホーリー×モーリー（聖ヶ岡 リサ）
- 神採りアルケミーマイスター（セラヴァルウィ・エンドース）
- 久遠の絆（常磐 沙夜）
- ザ・面接〜内定欲しけりゃ 分かるだろ?〜（西崎 さつき）
- サクラの空と、君のコト -Sweet Petals For My Dear-（久我 怜那）
- シークレットゲーム CODE:Revise（細谷 はるな）
- それでも妻を愛してる（落合 美咲）
- 大帝国（ミーリャ）
- つばさの丘の姫王 A red and blue moon -finite loop-（ヴィヴィアン・N・M・N・ウィングフィールド）
- 時を奏でる円舞曲（セレーネ）
- BLOODY†RONDO（コーデリア・メルヴェール）
- あかときっ!!-花と舞わせよ恋の衣装-（チッカ）[20]
- フローライトメモリーズ〜いつかきっと、約束の場所で〜（川神 あすみ）[21]
- シキガミ（大江朱・）
- 天使の羽根を踏まないでっ（黒渦 つみれ）
- MUV-LUV UNLIMITED THE DAY AFTER episode:01（エレン・エイス）
- SuGirly Wish（上良 朱音）
- ジンコウガクエン（姉）
- 戦極姫3〜天下を切り裂く光と影〜（立花宗茂、太原雪斎）
- 時を奏でる円舞曲（セレーネ）
- とらバ!（香住 恋）
- ワルキューレロマンツェ 少女騎士物語（スィーリア・クマーニ・エイントリー）[22]
- Chu×Chu! on the move〜絢爛時空の歌姫祭〜（ベルゼ[23]）
- シュクレ 〜sweet and charming time for you.〜（五十鈴 咲夜子）[24]
- 神咒神威神楽（天魔・母禮）[25]
- 理-コトワリ- 〜キミの心の零れた欠片〜（白妙 あやめ）[26]
- らぶ2Quad（青葉）[27]
- LEGEND SEVEN 〜白雪姫と7人の英雄〜（ティキータ・カロル）[28]
- Worlds and World's end（安藤 佳澄）[29]
- 輝光翼戦記 銀の刻のコロナ（天津 刻乃）[30]
- ハチポチ（ヒューレイ、キーア、アイリーン・ワトソン、メアリ・クラリッサ・クリスティ）
- 彼女は高天に祈らない（高姫 美琴） [31]
- 花魁艶紅 -オイラン ルージュ-（氷笹）[32]
- マドンナ 〜完熟ボディCollection〜（薄野 桃香、原田 節子[33]）
- 俺はツマキラー 〜妻5人、娘5人、親娘丼おかわりっ!〜（仲谷 栞[34]、アシュリー[35]）
- らぶギア 〜Kinematic Lovers〜（アナ先生）[36]
- あっぱれ!天下御免（長谷河 平良）[37]
- 漆黒のシャルノス -What a beautiful tomorrow- Fullvoice ReBORN Edition （メアリ・クラリッサ・クリスティ、ヘンリー・アーヴィング）[38]
- 魔法の守護姫アルテミナ（小鳥遊 陽子[39]）

2012年
- 真剣で私に恋しなさい!S（マルギッテ・エーベルバッハ）[40]
- 水月 弐 〜追憶〜（藤見原 雅）
- グリザイアの迷宮（日下部 麻子）[41]
- DRACU-RIOT!（アンナ・レティクル）[42]
- ものべの（とおこ）[43]
- -atled-everlasting song（福田 麻智）[44]
- 死神のテスタメント〜menuet of epistula〜（一ノ瀬 結愛）[45]
- それゆけ!ぶるにゃんマン HARDCORE!!!（エメンタール）[46]
- 屋上の百合霊さん（遠見 結奈）[47]
- 乙女が紡ぐ恋のキャンバス（瑞木 杷虎）[48]
- 恋めくりクローバー（諏訪 泉）[49]
- 英雄*戦姫（石川 五右衛門）[50]
- はるまで、くるる。（末木 秋桜）[51]
- Trample on Schatten!! 〜かげふみのうた〜 REVOLUTION+（キザイア・緋乃神）[52]
- Strawberry Feels 〜ストロベリー・フィールズ〜（牧瀬 琴理）[53]
- 創刻のアテリアル（栢木 鳴海）[54]
- マテリアルブレイブ（鐘巻 祥子[55]）
- MUV-LUV UNLIMITED THE DAY AFTER episode:02（エレン・エイス）[56]
- 恋妹SWEET☆DAYS（八千穂 梓）[57]
- 紅蓮華 -ぐれんか-（くおん）[58]
- らぶらぼ（久賀 まこと）[59]
- 時計仕掛けのレイライン 〜黄昏時の境界線〜（壬生 鍔姫）[60]
- カラフル☆きゅあー（カリサ・デラパス・イエペス）[61]
- ピュアガール（花鶏塚 圭）[62]
- CHU→NING LOVER（黒須 奏）[63]
- 辻堂さんの純愛ロード（辻堂 愛）[64]
- 痴漢のライセンス（三橋 貴子）[65]
- Dolphin Divers（磯長 紗英）[66]
- 竜翼のメロディア -Diva with the blessed dragonol-（リーゼロッテ・フランチェスカ）[67]
- SINCLIENT（祁塔院 冬華）[68]
- Re:birth colony -Lost azurite-（シアン）[69]
- 炎の孕ませおっぱい乳同級生（ミシェル・ドゥ・ラ・ファージュ[70]、ちびミシェル[71]）
- ウィッチズガーデン（鑑悠子）
- あっぱれ!天下御免［祭］（長谷河 平良）[72]
- 黄昏の先にのぽる明日 -あっぷりけFanDisc-（神凪 莉都[73]）
- かみデレ（玉原 陽子）[74]
- キスベル（梶矢 彩乃）
- ガンナイトガール（高遠 小夜子）
- 戦極姫4〜争覇百計、花守る誓い〜（明智光秀[75]、南光坊天海[76]、立花宗茂[77]）
- 黄雷のガクトゥーン（エミリー・デュ・シャトレ）

2013年
- メイドさんとボイン魂（藍田葵）[78]
- 虚ノ少女（時坂 紫）[79]
- 幻創のイデア〜Oratorio Phantasm Historia〜（水瀬今日子）
- 向日葵の教会と長い夏休み（鷺月 ルカ）[80]
- 輝光翼戦記 銀の刻のコロナFD（天津 刻乃）[81]
- ハピメア（朝日・D・ルートウィッジ）[82]
- グリザイアの楽園（日下部 麻子）[83]
- お嬢様はご機嫌ナナメ（生摩 英子）[84]
- 大図書館の羊飼い（多岐川 葵）
- さくらさくらFESTIVAL!（須賀 萌）[85]
- ノスフェラトゥのオモチャ☆彡（阿支奈 淡雪）[86]
- 魔導巧殻 〜闇の月女神は導国で詠う〜（アルフィミア・ザラ）[87]
- プリズム◇リコレクション!（ヴェロニカ・アーデルハイト・比叡=ハインツェル）[88]
- ChuSingura46+1 -忠臣蔵46+1-（不破 数右衛門）[89]
- パステルチャイム3 バインドシーカー（ヴィオレッタ）
- せんすいぶ!（橋姫 真麻）[90]
- なつくもゆるる（当麻 零佳）[91]
- リベリオンズ Secret Game 2nd Stage BOOSTED EDITION（細谷 はるな）[92]
- 黄雷のガクトゥーン: シャイニングナイト（エミリー・デュ・シャトレ）
- 辻堂さんのバージンロード（辻堂 愛）
- 炎の孕ませ“わんぱく”おっぱいお嬢さま学園 ～「昔の姿」になって女湯フリーパス！スカートめくり放題！いたずら中出し・孕ませ天国！～（鳳 飛鳥、薙原 円）
- ワルキューレロマンツェ More&More（スィーリア・クマーニ・エイントリー）
- 執事が姫を選ぶとき（アメリア・ローズ・ブレッティンガム）
- つよきすNEXT（伊那瀬 子羽）[93][94]
- MUV-LUV UNLIMITED THE DAY AFTER episode:03（エレン・エイス）
- 催眠術3（瀬川 翼）
- 真剣で私に恋しなさい!A-1（マルギッテ・エーベルバッハ）[95]
- 真剣で私に恋しなさい!A-2（マルギッテ・エーベルバッハ）[96]
- モーレツ☆にゃん×2 クリニック～女医とナースがマンモスギザエロE→～

2014年
- 恋する少女と想いのキセキ〜Poupee de souhaits〜（トワ）
- 恋する夏のラストリゾート（狩生 渚）
- 大図書館の羊飼い -Dreaming Sheep-（多岐川 葵）
- ねこまっしぐら〜ねこみみカフェにようこそ〜（小日向 奈津子）
- なないろリンカネーション(伏見梓)
- 迷える2人とセカイの全て（アン・エントリッヒ）[97]
- 月に寄りそう乙女の作法2（梅宮 伊瀬也）
- 乙女が奏でる恋のアリア（久遠 佳）
- 催眠母（倉敷 智子）
- ChuSingura46+1 -忠臣蔵46+1- 武士の鼓動 (A samurai's beat)（不破 数衛門）
- 恋春アドレセンス（浅羽 守祢）
- 彼女と俺と、恋するリゾート ～彼女と俺と恋人と。&恋する夏のラストリゾートWファンディスク～（狩生　渚）
- ワルキューレロマンツェ Re:tell（スィーリア・クマーニ・エイントリー）
- トロピカルVACATION（片陰 風鈴）
- 終わる世界と双子座のパラダイス（五十嵐 玲佳）
- MeltyMoment -メルティモーメント-（一条 葵）
- Bradyon Veda （斑鳩 小萌）
- アストラエアの白き永遠（白羽教授）
- それゆけ! ぶるにゃんマン えくすたしー!!!（エメンタール）
- 天秤のLa DEA。戦女神MEMORIA（レヴィア・ローグライア、セリカ・シルフィル）
- 真剣で私に恋しなさい! A-3（マルギッテ・エーベルバッハ）
- バカ燃えハートに愛をこめて!（兼城 愛）
- 英雄*戦姫GOLD（石川五右衛門）
- 炎の孕ませ乳ドルマイ★スター学園Z（星咲 姫）
- Golden Marriage（エルヴィラ・リーフェンシュタール）
- 魔女こいにっき （栗原進）
- ひこうき雲の向こう側（奈々丸 巻子）
- ハピメア -Fragmentation Dream-（朝日・D・ルートウィッジ）
- MeltyMoment ミニファンディスク 葵&鏡水Ver.（一条　葵）
- ユニオリズム・カルテット（アーシェリアス・ペンドラゴン）[98]
- 真剣で私に恋しなさい!A-3（マルギッテ・エーベルバッハ）[99]
- 真剣で私に恋しなさい!A-4（マルギッテ・エーベルバッハ）[100]

2015年
- IZUMO4（西洞院 綺花）
  - IZUMO4 -異世界の彼方より-（西洞院 綺花）
- クロノクロック（クロ）
- 時計仕掛けのレイライン -朝霧に散る花-（壬生鍔姫）
- 炎の孕ませもっと! 発育っ! 身体測定2（神道寺 千里）
- 美少女万華鏡 -神が造りたもうた少女たち-（マザー）
- パニカル・コンフュージョン（黒木 綾芽）
- Golden Marriage -Jewel Days-（エルヴィラ・リーフェンシュタール）
- ワルキューレロマンツェ Re:tell II（スィーリア・クマーニ・エイントリー）
- なついろレシピ（荻野 未季）
- 乙女が奏でる恋のアリア 君に捧げるアンコール（久遠 佳）
- 11月のアルカディア（アリス）(担任)
- PRIMAL×HEARTS2（霧積 桐香）[101]
- サクラノ詩（草薙 水菜、中村 水菜）
- フェアリーテイル・レクイエム（オディール・オデット）
- さみだれグローインアップ!（神代 眞琴）[102]
- 恋×シンアイ彼女（愛美さん）[103]
- 僕と恋するポンコツアクマ。（桐谷 怜香）[104]
- 果るつことなき未来ヨリ（ユキカゼ・ジーンブラッド）
- 果るつことなき未来ヨリ　X-RATED（ユキカゼ・ジーンブラッド）
- 姉と幼なじみは中がイイ！ ～「ニンベン」ついてないし…～ (高橋 魅月)

2016年
- アリスティア・リメイン（アドミス）[105]
- ワールド・エレクション（ムシュア＝コーレクット）[106]
- WIZARD LINKS（エレナ・アーヴィング）
- 乙女が彩る恋のエッセンス（天道 八雲[107]、久遠 佳[108]）
- ワガママハイスペック（岩隈 縁)[109]
- ナツイロココロログ（名城 綺新）
- 王の耳には届かない！（アイラ、ライラ）[110]
- 僕と恋するポンコツアクマ。すっごいえっち！（桐谷 怜香）[111]
- 初恋サンカイメ（久代 姫夏）[112]
- シンソウノイズ ～受信探偵の事件簿～（大鳥 百合子）[113]
- まいてつ（右田 真闇）[114]
- ユニオリズム・カルテットA3-DAYS（アーシェリアス・ペンドラゴン）[115]
- 真剣で私に恋しなさい!A-5（マルギッテ・エーベルバッハ）[116]
- 真剣で私に恋しなさい!A（マルギッテ・エーベルバッハ）[117]

2017年
- 甘夏アドゥレセンス（朱雀野 リョウ）[118]
- 桜花裁き（山南 彩花）[119]
- お嬢様は素直になれない（近衛 薫）
- オフィスで誘うエッチな彼女（瀬良 忍）[120]
- 想いを捧げる乙女のメロディー（園谷 千春）[121]
- スイセイギンカ（城ヶ崎 桃）[122]
- はにデビ! Honey&Devil（上月 秋乃）[123]
- 魔女と剣と千の月（天王寺 沙耶香）[124]
- 幕末尽忠報国烈士伝 -MIBURO-（坂本 龍馬西郷頼母）[125]
- 癒しの女神の実験台（七條彩音）[126]
- ワガママハイスペックOC（岩隈 縁)
- みなとカーニバルFD（辻堂 愛）
- 真・恋姫†夢想 -革命- 蒼天の覇王（周瑜）

2018年
- RIDDLE JOKER（柿本 香里)
- バタフライシ－カー（九重 透子)
- 屋上の百合霊さん フルコーラス（遠見 結奈)
- 瞬旭のティルヒア ～What a Beautiful Dawn～（土方歳三、葛葉)
- 見上げてごらん、夜空の星を Interstellar Focus（陣野 鳴枝)
- 素晴らしき日々 ～不連続存在～ フルボイスHD版（水上 由岐)
- 言の葉舞い散る夏の風鈴（詰草 愛)
- キュートリゾート ～しようよ エッチなアクティビティ～（美雨)
- 真・恋姫†夢想 -革命- 孫呉の血脈（周瑜)

2019年
- Missing-X-Link（弦馬 晶)
- ガールズ・ブック・メイカー -幸せのリブレット-（モーリス）
- クロスコンチェルト（神凪 莉都）
- さくらいろ、舞うころに（堂上 理子)
- レイルロアの略奪者（ツェット)
- 姫と穢欲のサクリファイス（カテナ)
- 大戦御村正-魔人覚醒-（エレハレム・アークトゥルス、ユーウェイン・ウィンゲート)
- 真剣で私に恋しなさい!A 猟犬ルートアフター（マルギッテ・エーベルバッハ）
- 真・恋姫†夢想 -革命- 劉旗の大望（周瑜）
- 殻ノ少女《FULL VOICE HD SIZE EDITION》（時坂 紫、月島 織姫）

2020年
- かけぬけ★青春スパーキング!（岬 和水）
- まいてつ Last Run!!（右田 真闇）[127]
- おっぱいハート ～彼女はケダモノ発情期ッ!?～ いんもらるえでぃしょん（槙原 理恵子）
- 虚ノ少女《NEW CAST REMASTER EDITION》（時坂 紫）
- 天ノ少女《PREMIUM EDITION》（時坂 紫）

2021年
- 源平繚乱絵巻 -GIKEI- (別当 湛増)[128]
- 我が姫君に栄冠を（フォル・アズライト）[129]
- 時計仕掛けのレイライン -陽炎に彷徨う魔女-(NS)（壬生 鍔姫）
- グラン・オベリスク（ファリダ）
- クロガネ回姫譚 -絢爛華麗-（クリサンテム・ククリシェルパ）
- ふゆから、くるる。（宇賀島 ユカリ、宇賀島 ベルリン）[130]

2022年
- エヴァーメイデン ～堕落の園の乙女たち～（ロビン）
- 恋する夏のラストリゾート ミニFD（狩生 渚）[131]
- 真・恋姫†英雄譚4 〜乙女耀乱☆三国志演義［呉］〜（周瑜[132]）
- 戦国†恋姫EX弐〜鬼の国、越前編〜（柴田 壬月 勝家）

2023年
- ましろ色シンフォニー -Love is pure white- Remake for FHD（八塚 万智[133]）
- ましろ色シンフォニー SANA EDITION（八塚 万智[134]）

2024年
- 百千の定にかわたれし剋（ルクレツィア・リヴォルタ）

2025年
- 野々村病院の人々リメイク（野際 美保）

### ドラマCD
- Brandish（イルファ）2009年
- カガクなヤツら（緋月 透子）※『チャンピオンRED いちご』2012年3月号付録
- Steampunk Quintet!（メアリ・クラリッサ・クリスティ、ネーエル、リリィ）
- Dies irae Verfaulen segen（ベアトリス・ヴァルトルート・フォン・キルヒアイゼン、櫻井 螢）
- 夢見る貝（謎の少女）[135]
- 黄雷のガクトゥーン『間違いの悲劇』（エミリー・デュ・シャトレ）
- ドラマCD「魔装学園H×H」（飛弾怜悧）
- ○学○年生ナイショ！ G-typeドラマCD（宇佐美 美羅）
- シチュエーションCD「快感催眠“娘”化プログラム」※『おと☆娘』Vol.1付録

### コンシューマーゲーム
- FESTA!! -HYPER GIRLS PARTY-（久遠寺凛）
- 花と乙女に祝福を〜春風の贈り物〜（佐上薫）
- 魔女こいにっき Dragon×Caravan（栗原進[136]）
- ふゆから、くるる。（宇賀島 ユカリ、宇賀島 ベルリン）

### オンラインゲーム
- 桃色大戦ぱいろん（葉月 千香）
- 星のガールズオデッセイ（シェダル）
- ぼくらの放課後戦争（宇佐美 瑠奈）
- X-Overd～羅針盤の輝き～（エス・ケイプ）
- ジェミニシード（フィリア、ユスティーナ、マグノリア、ニコール、ティアナ）
- スクールさーばんつ!（槙島 晴夏）
- UNITIA 神託の使徒×終焉の女神（ネル）
- あやかしランブル!（ミユキ、アヤノ）
- 超昂大戦 エスカレーションヒロインズ（閃忍スバル / 鷹宮 スバル[137]、閃忍ムツカ / 朱鷺司 ムツカ[138]）

### ゲームボーカル
- すうぃと!（きゃんでぃそふと／2007年9月21日）
  - ED主題歌『Like a Rain』
- なつ☆なつ（あんく／2005年9月29日）
  - ED主題歌『カゲボウシ』
- ネジレ（えん／2002年10月4日）
  - 主題歌『Tragic Cloudy Day』

## インターネットラジオ
- ラジオ真・恋姫†無双（音泉：2008年10月30日 - 2009年5月7日）
- もっと!姉、ちゃんと聞いてよ♪（音泉：2010年5月11日 - 2011年8月30日）
- ラジオ ガンナイトガール〜0教2区隊広報部〜（音泉：2012年10月25日 - 2013年1月31日）[139]